# Pedicularis atropurpurea
Pedicularis atropurpurea är en snyltrotsväxtart som beskrevs av Alexander von Nordmann. Pedicularis atropurpurea ingår i släktet spiror, och familjen snyltrotsväxter. Inga underarter finns listade i Catalogue of Life.